# Fiat Oggi

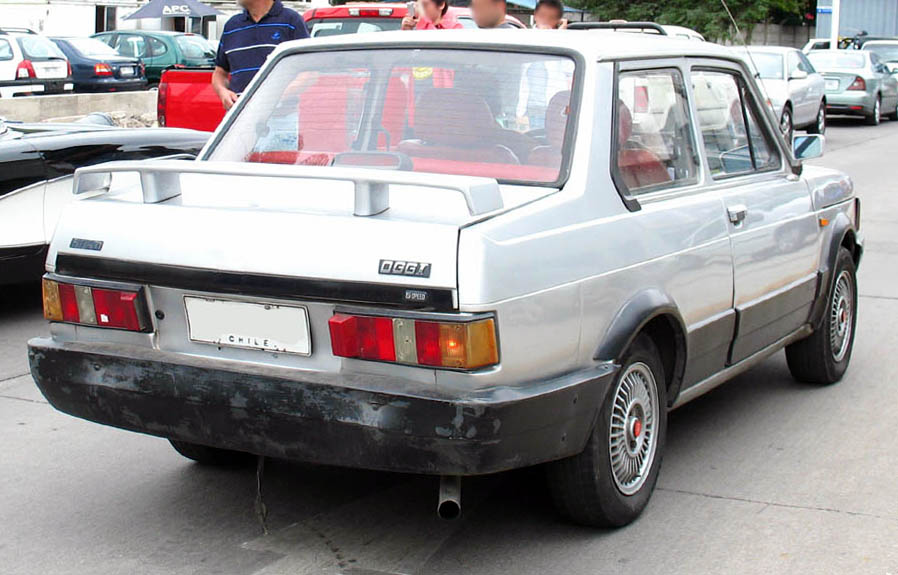
Вид сзади

Fiat Oggi — двухдверный седан на базе Fiat 147, который продавался в Южной Америке компанией Fiat.

## Описание
Fiat Oggi продавался в Бразилии с 1983 по 1985 год. Его конкурентами являлись Chevrolet Monza, Volkswagen Voyage и Ford Escort.
У Oggi был самый большой багажник для автомобилей длиной 3966 мм. По данным журнала Quatro Rodas на май 1983 года, объём багажника составлял 440 литров, что является вторым по величине в Бразилии. Самый большой багажник (448 л) был у Chevrolet Monza, однако это был среднеразмерный автомобиль длиной 4366 мм.
К 1985 году было продано 20419 автомобилей.

## Технические характеристики
Fiat Oggi оснащался 1,3-литровым (1294 см3) двигателем мощностью 44—45 кВт (60—61 л. с.), который работал на бензине или этаноле. В 1984 году для снижения расхода топлива мощность бензиновых двигателей была снижена до 40 кВт (55 л. с.). С 1984 по 1985 год выпускалась версия CSS с двигателем объёмом 1,4 л (1415 см3). 